# Julia Sørensen
Pour les articles homonymes, voir Sørensen.
Julia Sørensen, née en 1979 à Constance, est une artiste et auteure suisse.

## Biographie
Julia Sørensen nait à Constance en 1979. Après un passage à l'école des Beaux-Arts d'Annecy, elle étudie en Suisse, où elle est diplômée de la Haute École d'art et de design Genève (2005). Dans son travail plastique, elle déploie l'écriture sur d’autres supports que le livre, tels que les murs et le vêtement. Elle est également éditrice au sein du comité des éditions art&fiction. En 2012, la Ville de Genève lui a attribué la Bourse d'aide à l'écriture pour nouvel auteur.
En 2022 elle écrit et illustre l'album jeunesse Comme un poisson-fleur, premier album jeunesse de la maison d'éditions lausannoise Askip. L'ouvrage s'intéresse au handicap, et plus particulièrement à un petit garçon, Marcel, touché par la trisomie 21,. Pour La revue des livres pour enfants, « ce joli album, aux douces illustrations pastel, traite ainsi d'un sujet qui l'est peu dans la littérature pour la jeunesse. Et il le fait avec délicatesse et poésie. » Pour Marine Landrot dans la critique Télérama de l'ouvrage : « C’est l’infinie subtilité de ce premier album jeunesse (...) que de chanter l’ambivalence dans toutes ses nuances. Avec ses crayons gris et pastel à fleur d’émotions changeantes, et son écriture aussi drolatique que directe, Julia Sørensen traduit à merveille le roulis qui berce les jours de Marcel. »

## Publications

### Textes, récits
- (Fa-Fu), Lausanne, art&fiction, coll. « ShushLarry », 2018, 92 p. (ISBN 978-2-940570-43-0)[8]
- Cocon-fort, Genève, Éditions des sauvages, 2012, 110 p. (ISBN 978-2-940514-01-4)[2]
- Sans un je, Lausanne, art&fiction, coll. « ShushLarry », 2008, 110 p. (ISBN 978-2-940377-19-0)
- Segments de plomberie aléatoire, Genève, Héros-limite, coll. « Courts lettrages », 2005, 44 p. (ISBN 2-940358-06-0)[2]
- Parfois disparaître, Mazamet, Babel éditeur, 2005

### Livre pour la jeunesse
- Comme un poisson-fleur[5],[6],[7], Askip, septembre 2021, 48 p. (ISBN 9782889640133)

## Expositions collectives (sélection)
- 2010 : Mode de vie, une bibliothèque, Halle Nord, Genève
- 2011 : Mur exquis, Halle Nord, Genève
- 2011 : Chiens écrasés (video), Rodeo12, Genève
- 2016 : No Walk, No Work, CACY, Centre d'Art Contemporain d'Yverdon-les-Bains
- 2018 : Forêt, Le kiosque d'art&fiction, Lausanne

## Prix, bourses et résidence
- 2012 : Bourse d'aide à l'écriture pour nouvel auteur de  La Ville de Genève[4]
- 2011 : Prix Studer/Ganz[9]